# Gear Up
Gear Up — клиентская многопользовательская free-to-play-онлайн-игра в реальном времени в жанре аркадного танкового симулятора, разрабатываемая и издаваемая шведской студией Doctor Entertainment AB для платформ PC, Mac и Linux. Gear Up вошла в число первых 12 игр, доступных через сервис раннего доступа дистрибуционной сети Steam, который был открыт 20 марта 2013 года. 28 января 2015 года в Steam была выпущена финальная версия игры.

## Геймплей
Основой игрового процесса Gear Up является сборка из различных деталей собственного танка, последующая его модернизация с учётом предпочитаемого стиля игры и баланса характеристик (максимальная скорость, ускорение, манёвренность, броня танка, скорострельность вооружения, наносимый им урон), на которые влияет та или иная деталь, и участие в игровых боях. По итогам каждого боя в зависимости от числа уничтоженных противников, захватов контрольных точек (в режиме игры «Conquest»), а также в целом от того, одержала или нет победу команда, в которой состоял игрок (соответственно, в командных режимах), игрокам начисляется определённая сумма «G-очков», внутриигровой валюты, на которую в специальном меню приобретаются новые детали.
Всего в игре имеется 116 деталей, разбитых по 6 категориям: корпуса, башни, шасси/движитель, основное и дополнительное вооружение, декоративные элементы (детали из последней, в отличие от остальных, не влияют на характеристики танка). По утверждениям разработчиков, возможны более миллиона комбинаций.
Бои проходят на шести различных картах, обстановка на которых представляет собой в том числе оазис в пустыне, коралловый остров и комплекс индустриальных сооружений. У некоторых из карт существуют также версии, на которых действие происходит ночью.
В Gear Up доступно 3 режима игры: индивидуальный (где все игроки являются противниками друг друга) и командный (2 противоборствующие стороны) варианты deathmatch'а, а также «Conquest» (с англ. — «Завоевание»), в котором игроки, аналогично разделённые на две команды, должны захватывать и удерживать контрольные точки. Последний режим приобрёл у пользователей наибольшую популярность. При участии в индивидуальном deathmatch игрок может произвольно настраивать цвета каждой детали своего танка, в командных же режимах они соответствуют цвету стороны, к которой он принадлежит (красный либо синий).
Отдельная игра поддерживает до 16 игроков онлайн. Выделенные сервера отсутствуют, при этом, по наблюдениям критиков, в период вскоре после выхода финальной версии игры сообщество игроков было высокоактивным, в связи с чем в любой момент для подключения было доступным достаточно большое количество игр, чтобы пользователь имел возможность выбрать подходящую. У запущенных игр отображается средний уровень опыта уже подключившихся участников, позволяя новому игроку соотнести его со своим собственным, что может поспособствовать принятию решения, следует или нет ему подключиться к конкретной игре.

## Реакция критиков
Рецензенты находят схожей концепцию Gear Up с другой инди-онлайн-игрой Robocraft, в начальной версии вышедшей в марте 2013 года.
В целом Gear Up называют понятной и весёлой, подходящей для игры группой друзей.
В качестве недостатков обозреватели отмечают в частности звуковые эффекты (тем не менее улучшившиеся по сравнению с версиями до финального релиза), неудачное управление, требующее выработать к нему привычку, не всегда правдоподобное, соответствующее ожиданиям поведение физического движка.
Летом 2018 года, благодаря уязвимости в защите Steam Web API, стало известно, что точное количество пользователей сервиса Steam, которые играли в игру хотя бы один раз, составляет 1 922 501 человек.